# Amanda Chessell
Amanda Elizabeth Chessell, también conocida como Mandy Chessell, es una científica informática e ingeniera distinguida en IBM. Ha sido galardonada con el título de IBM Master Inventor.  También es miembro de la Academia de Tecnología de IBM. 
Es la primera mujer en recibir la Medalla de Plata de la Real Academia de Ingeniería. En 2002 fue elegida miembro de la Real Academia de Ingeniería.
Es profesora visitante en la Universidad de Sheffield y en el Centro de Economía Digital de Surrey (CoDE) en la Universidad de Surrey. 

## Carrera en IBM
Chessell se unió a IBM en 1987. Tiene su base en el laboratorio Hursley de IBM ubicado cerca de Winchester en Hampshire, Reino Unido.
Su trabajo inicial se centró en el procesamiento de transacciones distribuidas, agregando características a productos como CICS, Encina, Component Broker y WebSphere Application Server. También ha trabajado en gestión de eventos, modelado de procesos de negocio y diseño externo (OID). 
Luego se enfocó en desarrollar herramientas basadas en modelos para simplificar el análisis y diseño de grandes sistemas y automatizar su desarrollo. Este trabajo cubre el desarrollo de interfaces de usuario, servicios, tecnología de integración de información en el campo de la gestión de datos maestros. 
Su trabajo se centra en las arquitecturas de lago de datos, la gestión de metadatos y el gobierno de la información. 
Chessell ofrece conferencias frecuentemente sobre temas relacionados con la informática y, en particular, la innovación. Estas conferencias tienen lugar en universidades como la Queen Mary de Londres.
También fue una de las 30 mujeres identificadas en la Campaña BCS Women in IT en 2014. Quienes fueron presentadas en el libro electrónico "Mujeres en TI: Inspirando a la próxima generación" producido por el BCS, The Chartered Institute for IT.

## Logros
En el 2000, estuvo entre el primer grupo de TR100 de la revista MIT Technology Review . 
En 2001, ganó la Medalla de Plata de la Real Academia de Ingeniería por la invención y la ingeniería de la Arquitectura Reutilizable de Componentes de Software.
En 2002, fue elegida miembro de la Real Academia de Ingeniería.
En 2004, ganó la nominación de la British Computer Society para el premio "Karen Burt" de la Sociedad de Ingeniería de Mujeres.
En 2006, ganó el Premio a la Mujer Inventora del Año por crear capacidad para la innovación y recibió un premio a la Mejor Mujer en el Sector Corporativo en los premios Blackberry Women in Technology.
En 2011, se convirtió en miembro honorario de la Institución de Diseñadores de Ingeniería (IED).
En 2012, recibió la distinción de Innovador del año en los premios Cisco Everywoman in Technology Awards .
En 2013, recibió un Doctorado Honorario en Ciencias de la Universidad de Plymouth.
En 2015, recibió un Doctorado Honorario en Tecnología de la Universidad de Brighton. También fue nombrada Comandante de la Orden del Imperio Británico (CBE) en los Honores de Año Nuevo 2015 por sus servicios de ingeniería.
En 2016, fue nombrada en la Lista de las 50 Mejores Mujeres Influyentes en Ingeniería 2016 y recibió un Doctorado Honorario en Tecnología de la Universidad de Gales del Sur
En 2017, recibió un Doctorado Honorario en Ciencias de la Universidad de Bath.

## Educación
Estudió Ciencias de la Computación tiene un O-Level y un A-Level en el tema. Estudió en Plymouth Polytechnic hasta 1987 y obtuvo una licenciatura en computación con honores en informática.
Posteriormente, se unió a IBM en 1987 en Hursley Park, Winchester, donde estudió una maestría en ingeniería de software en la Universidad de Brighton (completada en 1997).  Sus estudios en Brighton fueron patrocinados por IBM.